# Psammitis albidus
Psammitis albidus is een spinnensoort uit de familie van de krabspinnen (Thomisidae).
De wetenschappelijke naam van de soort werd in 1909 als Xysticus albidus gepubliceerd door N.S. Grese.